# Heideblick
Heideblick – gmina w Niemczech w kraju związkowym Brandenburgia, w powiecie Dahme-Spreewald.

## Geografia
Heideblick leży w krainie geograficznej Spreewald, w pobliżu miasta Luckau.

## Dzielnice gminy
W skład gminy wchodzi 14 dzielnic:
- Beesdau
- Bornsdorf
- Falkenberg
- Goßmar
- Gehren
- Langengrassau
- Pitschen-Pickel
- Riedebeck
- Schwarzenburg
- Walddrehna
- Waltersdorf
- Wehnsdorf
- Weißack
- Wüstermarke